# 리틀 포레스트
《리틀 포레스트》(일본어: リトル・フォレスト)는 이가라시 다이스케의 일본 만화 작품이자 이를 원작으로 한 일본 영화이다. 2002년 12월부터 2005년 7월까지 고단샤의 《월간 애프터눈》에서 연재되었다.

## 영화
모리 준이치 감독에 의해 영화화되었다. 《여름》, 《가을》, 《겨울》, 《봄》 4부작으로 되었고 개봉시에는 《여름과 가을》, 《겨울과 봄》 총 2편으로 개봉되었다. 《여름과 가을》은 전국 30관에서 2014년 8월 30일에 개봉하였고 대한민국에서는 2015년 2월 12일에 개봉하였다. 《겨울과 봄》은 대한민국에서 2015년 5월 14일에 개봉하였다.
대한민국에서는 임순례 감독과 김태리, 류준열, 문소리, 진기주 주연의 한국판 '리틀 포레스트'가 2018년에 개봉하였다.

## 줄거리
《여름과 가을》 편
도시에서 생활하던 이치코는 고향인 코모리로 도망쳐 온다. 시내로 나가려면 한시간 이상이 걸리는 작은 숲 속 마을에서 자급자족하며 농촌 생활을 한다. 직접 농사지은 작물들과 코모리의 제철 작물들로 요리하면서 레시피에 얽힌 추억들을 회상한다. 이치코의 일상에 어느날 낯익은 필체의 편지가 도착한다.
《겨울과 봄》 편
코모리에 사는 이치코는 어느날 낯익은 필체의 편지를 받는다. 몇 년 전 갑자기 사라진 엄마의 편지. 편지를 읽고 난 후 자신이 코모리에 도망쳐 온 이유에 대해 생각한다. 또한 엄마가 갑자기 코모리를 떠난 이유에 대해 생각한다.

## 등장 인물

### 주요 인물
- 이치코 : 코모리로 도망쳐 온다. 어느날 엄마가 갑자기 사라졌지만 그런 상황 치고 의외로 담담한 모습을 보인다. 직접 농작물을 키우며 살아가며 엄마의 레시피, 자신의 레시피로 음식들을 만들어 먹는다. 어린시절 엄마의 말을 잘 믿었고 그 말을 의심하지 않은 채 자라 성인이 된 후에 엄마의 말이 거짓이었다는 것을 알게되는 모습을 보면 순진한 면이 있다. 키가 크고 낭만적인 말을 하는 사람에게 호감을 가진다.
- 키코 : 이치코의 고향 친구. 할머니와 할아버지와 함께 살고있고 회사에 다닌다. 혼자 사는 이치코의 집에 놀러와 농업을 도와주거나 이치코와 함께 요리를 한다.
- 우유타 : 이치코의 2년 고향 후배. 코모리를 떠나고 싶어 도시로 나가 취직도 했지만 코모리 사람들과 달리 잘난 척만 하고 아는 척만 하는 도시 사람들에게 질려 자신의 인생과 마주 하고자 코모리로 돌아왔다. 이치코에게 깨달음을 주게 하는 존재이다. 냉철한 면이 있다.
- 후쿠코 : 이치코의 엄마. 어느날 갑자기 코모리를 떠났다. 이상적인 엄마와는 반대의 모습으로 친구같고 단호한 모습을 보인다. 이론을 내세우는 사람이다. 일화로 이치코의 어린시절 기독교인이 아니면 크리스마스를 챙기는 것이 아니라고 한다. 이덕에 이치코에게도 이론적이 모습이 보인다.
- 시게유키 : 코모리에서 캠프장을 운영하고 있다. 우유타와 함께 코모리 밤 조림의 창시자 이기도 하다.

### 그 외의 인물들
- 키코의 할머니 : 마을 사람들에게 자신의 남편이 자신을 많이 사랑한다고 말하고 다닌다. 마을 사람이 남편 흉을 보면 그것은 많이 사랑해서 그런게 아니라며 자신의 남편 자랑을 한다. 언제나 남편 자랑이 빠지지 않는다.
- 외국 남자 : 이치코가 어렸을 때 집에 놀러온 엄마의 손님. 엄마는 신세 졌던 사람이라고 했지만 이치코는 엄마의 옛 애인이라 추정한다. 3번 방문했었다.
- 알바남 : 이치코가 마트에서 알바하던 시절 친하게 지내던 사람. 체형은 마름. 이치코가 호감을 가짐.

### 코모리 사람들
- 직접 농산물을 기르기 때문에 무척 부지런하다. 채소 키우기, 곡물 재배, 가공을 하며 가사일과 육아를 함께 한다. 또한 산이나 거리로 일하러 가기도 하며 월동 준비를 한다. 정이 많아 남의 밭을 틈틈이 살피며 농작물을 많이 재배한 것은 나눠 주기도 한다.

## 코모리
- 일본 토호쿠 지방의 작은 마을이다. 주변은 산으로 둘러싸여있다. 상점이 없어 면사무소가 있는 마을까지 나가 농협이나 작은 슈퍼에 가 장을 본다. 가는 길은 대부분 내리막이고 자전거로 30분 걸린다. 겨울에는 걸어가야 한다. 걸어갈 때는 천천히 1시간 반정도 걸린다. 대부분의 사람들은 옆 마을 큰 슈퍼에 가 장을 본다.

## 리틀 포레스트 음식
《여름》, 《가을》, 《겨울》, 《봄》 순으로 계절마다 7개의 요리가 등장한다.
《여름》
1. 빵
2. 식혜
3. 수유나무 잼
4. 우스터 소스, 누텔라
5. 멍울풀 나물
6. 곤들매기 소금 구이, 된장국
7. 홀 토마토

《가을》
1. 으름 껍질 볶음
2. 호두 밥
3. 생선 자반
4. 밤 조림
5. 고구마 말랭이
6. 집청둥오리 구이
7. 푸성귀 볶음

《겨울》
1. 크리스마스 케이크
2. 낫토 떡
3. 얼린무 조림
4. 도시락 - 주먹밥 된장 구이, 즉석 순무 절임, 특제 달걀말이
5. 팥 튀김, 찐빵
6. 핫토 - 수제비. 난
7. 염장 고사리

《봄》
1. 두릅 튀김
2. 머위 된장
3. 쇠뜨기 조림
4. 송어, 달래, 배추 꽃 봉오리 파스타
5. 양배추 케이크
6. 감자요리 - 삶은 감자, 감자빵 '빵 아라 뽐드테르'
7. 양파 스프, 양파 구이

디저트 - 간즈키 과자

## OST
작곡: 미야우치 유리 (유이 - FLOWER FLOWER)
| 계절 | 제목 / 가수          |
| ---- | -------------------- |
| 여름 | [夏] - Flower Flower |
| 가을 | [秋] - Flower Flower |
| 겨울 | [冬] - Flower Flower |
| 봄   | [春] - Flower Flower |

## 참고 문헌
- 《여름과 가을》 편 : 네이버 영화

- 《겨울과 봄》 편 : 네이버 영화